# Lista de partidos políticos do Peru
Esta é uma lista de partidos políticos no Peru. Os partidos políticos são, de acordo com a Lei nº 2.8094, promulgada pelo Estado do Peru em 2003, associações de cidadãos que constituem pessoas jurídicas de direito privado e que têm por objetivo participar democraticamente nos assuntos públicos do país. A custódia de seu registro é da responsabilidade do Registro de Organizações Políticas (ROP), órgão interno do Juizado Nacional de Eleições (JNE).

## Partidos políticos registrados
No Peru, os partidos que desejam participar de processos eleitorais devem estar cadastrados no Registro de Organizações Políticas (ROP). O registro concede status legal a um partido político e permite que ele apresente candidatos para qualquer cargo eleito popularmente.

### Com representação parlamentar
| Logotipo | Partido                                    | Fundação                        | Membros (2020) | Ideologia | Espectro                         | Assentos no Congresso (2021) |
| -------- | ------------------------------------------ | ------------------------------- | -------------- | --- | -------------------------------- | ---------------------------- |
|          | Peru Livre                                 | 15 de janeiro de 2016 (9 anos)  | 161 635        | Socialismo Marxismo-leninismo Conservadorismo social Comunismo                                                                             | Esquerda a extrema-esquerda      | 37 / 130                     |
|          | Força Popular                              | 9 de março de 2010 (15 anos)    | 29 017         | Conservadorismo social Liberalismo económico Populismo de direita Fujimorismo                                                              | Centro-direita a direita         | 24 / 130                     |
|          | Aliança para o Progresso                   | 8 de dezembro de 2001 (23 anos) | 261 160        | Conservadorismo liberal Liberalismo económico Populismo                                                                                    | Centro-direita                   | 16 / 130                     |
|          | Ação Popular                               | 7 de julho de 1956 (68 anos)    | 220 688        | Nacionalismo cívico Humanismo Estatismo Social-democracia Neoliberalismo Anticomunismo Partido pega-tudo                                   | Centro-direita a centro-esquerda | 15 / 130                     |
|          | Renovação Popular                          | 7 de outubro de 2020 (4 anos)   | 17 881         | Conservadorismo social Fundamentalismo cristão Anticomunismo Antifeminismo Direita cristã Populismo de direita Nacionalismo Neoliberalismo | Direita a extrema-direita        | 13 / 130                     |
|          | Avança País - Partido de Integração Social | 10 de abril de 2000 (24 anos)   | 15 265         | Liberalismo Conservadorismo liberal Liberalismo económico Neoliberalismo                                                                   | Centro-direita a direita         | 7 / 130                      |
|          | Somos Peru                                 | 1 de junho de 1997 (27 anos)    | 121 577        | Democracia cristã Conservadorismo social Liberalismo económico Descentralização                                                            | Centro-direita a direita         | 5 / 130                      |
|          | Podemos Peru                               | 1 de outubro de 2018 (6 anos)   | 27 892         | Conservadorismo social Protecionismo Populismo                                                                                             | Centro-direita a direita         | 5 / 130                      |
|          | Juntos pelo Peru                           | 22 de maio de 2017 (7 anos)     | 32 417         | Socialismo democrático Progressismo Mariateguismo Antifujimorismo                                                                          | Centro-esquerda e esquerda       | 4 / 130                      |
|          | Partido Morado                             | 4 de março de 2019 (6 anos)     | 20 018         | Liberalismo social Progressismo Terceira via                                                                                               | Centro                           | 4 / 130                      |

### Sem representação parlamentar
| Logotipo | Partido                                     | Fundação                         | Membros | Ideologia                                                                                                 | Espectro                   |
| -------- | ------------------------------------------- | -------------------------------- | ------- | --- | -------------------------- |
|          | Aliança Popular Revolucionária Americana    | 20 de setembro de 1930 (94 anos) | 223 454 | Social-democracia Terceira via Integração latino-americana Nacionalismo de esquerda Populismo de esquerda | Centro-esquerda a esquerda |
|          | Frente Popular Agrícola do Peru             | 30 de setembro de 1989 (35 anos) | 42 083  | Agrarianismo Fundamentalismo cristão Conservadorismo social Nacionalismo Ecologismo Teocracia             | Extrema-direita            |
|          | Frente da Esperança                         | 29 de setembro de 2020 (4 anos)  | 17 933  | Reformismo Antifujimorismo                                                                                | Centro                     |
|          | Partido Patriótico do Peru                  | 29 de março de 2022 (2 anos)     | 25 226  | Nacionalismo Conservadorismo nacional Conservadorismo social                                              | Direita                    |
|          | Partido Regionalista de Integração Nacional | 19 de janeiro de 2023 (2 anos)   | 25 325  | Regionalismo Descentralização                                                                             | Centro                     |
|          | Partido Democrata Verde                     | 14 de fevereiro de 2023 (2 anos) | 37 057  | Ambientalismo Ecologismo Política verde                                                                   | Centro-esquerda            |
|          | Fé no Peru                                  | 14 de fevereiro de 2023 (2 anos) | 32 332  | Regionalismo Descentralização                                                                             | Centro                     |